# Uncharted: Drakes Schicksal
Uncharted: Drakes Schicksal (englischer Originaltitel: Uncharted: Drake’s Fortune) ist ein Action-Adventure-Computerspiel, das von Naughty Dog für die Spielkonsole PlayStation 3 entwickelt wurde. Das Spiel erschien im November 2007 bei Sony Computer Entertainment und legte den Grundstein der Uncharted-Serie. Innerhalb von zehn Wochen wurde das Spiel über eine Million Mal verkauft und insgesamt über 4,9 Millionen Mal.
Es folgten die Fortsetzungen Uncharted 2: Among Thieves (2009), Uncharted 3: Drake’s Deception (2011) sowie Uncharted 4: A Thief’s End (2016). Die ersten drei Teile erschienen 2015 als Remaster-Kompilation Uncharted: The Nathan Drake Collection für PlayStation 4.

## Handlung
Der Schatzsucher Nathan Drake, der sich als Nachfahre des Seefahrers Sir Francis Drake ausgibt, birgt mit Hilfe der Reporterin Elena Fisher Francis’ Sarg aus dem Meer. Überraschenderweise befindet sich in diesem bis auf ein Tagebuch nichts. Das Tagebuch enthält jedoch Hinweise auf den Standort der „Goldenen Stadt“ El Dorado. Gemeinsam mit Victor „Sully“ Sullivan, aber ohne Fisher, macht sich Drake auf die Suche nach El Dorado und folgt dabei den Hinweisen des Tagebuchs. Im Amazonas stoßen Sully und Drake auf Spuren El Dorados und erfahren, dass es sich nicht um eine Stadt, sondern eine riesige Goldstatue handelt, die – wie es scheint – 400 Jahre zuvor von den Spaniern geraubt worden war. In einem gestrandeten deutschen U-Boot findet Drake eine Karte mit den Koordinaten von El Dorado und teilt sie seinem Kameraden per Funk mit. Als Drake wieder bei Sully eintrifft, wird er von Verbrechern überrascht, die unter dem Kommando von Gabriel Roman sowie dessen Komplizen Navarro stehen. Sie nehmen Drake die Karte ab und schießen Sully nieder. Drake hingegen gelingt die Flucht. Er trifft wieder auf Elena Fisher, die ihm gefolgt ist. Gemeinsam fliehen sie vor den Söldnertruppen, besorgen sich ein Flugzeug und verlassen den Dschungel.
Mit dem Flugzeug begeben sie sich auf eine große Insel im Pazifik, auf der sich El Dorado befinden soll. Der Flieger wird jedoch beschädigt und die beiden müssen mit Fallschirmen abspringen, wodurch sie voneinander getrennt werden. Drake kämpft sich über die Insel und legt sich dabei mit Piraten an, die auf der Insel ihr Lager haben. Nachdem er von diesen gefangen genommen wird, trifft er seinen alten Feind Eddy Raja, der ebenfalls nach El Dorado sucht und dazu mit Gabriel Roman zusammenarbeitet. Drake gelingt es, Eddy die Karte abzunehmen und Elena verhilft ihm zur Flucht. Wenig später finden die beiden heraus, dass Sully noch lebt, aber anscheinend mit Roman und seinen Truppen zusammenarbeitet. Drake glaubt nicht an den Verrat und will seinen Mentor befreien. Zusammen mit Elena schlägt er sich bis zu einem verfallenen Kloster durch, in dem die Truppen El Dorado vermuten, tötet Sullys Bewacher und befreit seinen Mentor, der erklärt, dass er die Feinde hingehalten habe, um Drake und Elena Zeit zu verschaffen.
Anschließend begibt sich Drake in die Grabkammern des Klosters. Er und Elena stoßen auf Francis Drake, der gestorben ist, ohne den Schatz zu finden. Nathan Drake erweist ihm die letzte Ehre, als plötzlich Eddy auftaucht. Kurz nach Eddys Auftauchen werden beide von mutierten anthropomorphen Wesen angegriffen. Eddy wird gebissen und in einen Abgrund hinabgezerrt. Drake gelingt zusammen mit Elena die Flucht in einen geheimen U-Boot-Bunker. Während Elena zurückbleibt, geht Drake weiter und lüftet in einem nahen Raum durch einen Film, der in einem Filmprojektor läuft, die Geheimnisse der Goldstatue, die offenbar mit einem Fluch belegt ist und alle Menschen, die die Statue öffnen, in Ungeheuer verwandelt. Als Drake zurückkehrt, haben Roman und seine Leute Elena gefangen genommen. Drake kehrt um und trifft sich mit Sully, um die Feinde in einen Hinterhalt zu locken. Roman und Navarro haben inzwischen El Dorado geborgen. Roman öffnet trotz aller Warnungen die Statue, da Navarro ihm sagt, dass sich darin der wahre Reichtum von El Dorado befinde und wird von derselben Krankheit infiziert, die schon die Spanier mutieren ließ, als sie vier Jahrhunderte zuvor die Statue von dem Eiland bringen wollten. Navarro erschießt daraufhin den nun sich verwandelnden Roman.
Navarro schnappt sich Elena und El Dorado und flüchtet auf einen nahen, im Meer gelegenen Frachter. Drake verfolgt ihn und stellt Navarro, den er nach einem langen Kampf zusammen mit der verfluchten Goldstatue auf dem Grund des Meeres versenkt. Dann befreit er Elena und trifft erneut mit Sully zusammen.

### Charaktere
- Nathan Drake ist ein Schatzsucher und nach eigener Aussage ein Nachfahre des berühmten britischen Entdeckers Sir Francis Drake. Sein echter Name lautet Nathan Morgan.
- Victor „Sully“ Sullivan ist ein Schatzsucher sowie Freund und Mentor von Drake. Zusammen mit Drake macht er sich auf die Suche nach El Dorado.
- Elena Fisher ist eine Journalistin und leitet eine Fernsehsendung über Archäologie. Zusammen mit Drake machte sie sich auf die Suche nach El Dorado.
- Eddy Raja ist einer der Antagonisten und ebenfalls Schatzsucher. Er ist der Erzrivale von Drake. Während eines Kampfes mit Drake gegen die Dämonen wurde er getötet.
- Gabriel Roman ist einer der Antagonisten und leitet die Söldner zusammen mit Atoq Navarro. Nachdem er El Dorado gefunden hat, mutiert er zu einem Dämon und wird von Navarro erschossen.
- Atoq Navarro ist einer der Antagonisten und war Leutnant unter Gabriel Roman. Nachdem er El Dorado auf seinen Frachter gebracht hatte, ist er im Kampf mit Drake zusammen mit der Goldstatue im Meer versenkt worden.

### Spielwelt
Die Spielwelt besteht aus weiträumigen Dschungelgebieten, Ruinenstätten, abgedunkelten Katakomben und Flussgebieten, ist jedoch keine offene Spielwelt. In den Gebieten kann der Spieler versteckte Schätze (Goldene Mayafiguren, Ringe, Ketten, Rubine) finden, um Bonusinhalte freizuschalten. Dabei steigt er in einem Rangsystem auf und kann zur Belohnung Entwürfe und Bilder aus der Entwicklungsphase des Spiels ansehen.

## Spielprinzip und Technik
Der Protagonist wird aus der Third-Person-Perspektive gesteuert. Die Spielfigur klettert, springt und hangelt sich an Lianen entlang. Der Kampf gegen feindliche Figuren ist je nach Wahl des Spielers mit unterschiedlichen Faustfeuer- und Langwaffen oder Nahkampftechniken möglich. In einem Feuergefecht hat die Spielfigur die Möglichkeit, aus einer Deckung heraus Schüsse abzugeben. Dabei visiert der Spieler mittels eines Fadenkreuzes auf dem Bildschirm die Gegner an. Erleidet man Schaden, erhält das Spielfeld eine blässere Farbe, die mit zunehmenden Schaden immer stärker ausfällt. In dem Fall muss die Spielfigur sich in eine sichere Deckung begeben, bis sich die Farbe des Spielfeldes nach einiger Zeit wieder normalisiert. Fällt man von einem zu hohen Punkt nach unten, ist der Bildschirm sofort ganz blass und man muss die Aufgabe, die man gerade ausführt, von vorne beginnen. Das Spiel wurde für eine Bildschirmauflösung von 720p entwickelt. Die Sprachausgabe erhielt für den deutschen Vertriebsraum eine entsprechende Lokalisierung.

## Rezeption
Wertungsaggregator Metacritic ermittelt aus 66 Rezensionen der Spielepresse einen Gesamtwert von 88 aus 100. Kritiker bewerteten die künstliche Intelligenz der gegnerischen Figuren positiv; diese würden im Feuergefecht in Deckung gehen oder den Protagonisten von der Seite her anzugreifen suchen. Vereinzelte Kritiken stellten dagegen fest, dass die Gegner dazu tendierten, sich die Blöße zu geben.

### Auszeichnungen
| Verleihung                                    | Auszeichnung                                          | Ergebnis  |
| --------------------------------------------- | ----------------------------------------------------- | --------- |
| 11th Annual Interactive Achievement Awards    | Adventure Game of the Year                            | Nominiert |
| 11th Annual Interactive Achievement Awards    | Outstanding Achievement in Animation                  | Nominiert |
| 11th Annual Interactive Achievement Awards    | Outstanding Achievement in Original Music Composition | Nominiert |
| 11th Annual Interactive Achievement Awards    | Outstanding Achievement in Story Development          | Nominiert |
| 11th Annual Interactive Achievement Awards    | Outstanding Achievement in Visual Engineering         | Nominiert |
| 11th Annual Interactive Achievement Awards    | Outstanding Character Performance                     | Nominiert |
| 8th Annual Game Developers Choice Awards 2008 | Visual Arts                                           | Nominiert |
| Spike Video Game Awards 2007                  | Best PS3 Game                                         | Nominiert |
| British Academy Video Games Awards            | Technical Achievement                                 | Nominiert |
| Game Critics Awards 2007                      | Best Action/Adventure Game                            | Nominiert |
| IGN Best of 2007 Awards                       | Best PS3 Game of the Year                             |           |
| IGN Best of 2007 Awards                       | Best Action Game                                      |           |
| IGN Best of 2007 Awards                       | Best Action Game (Readers Choice Award)               |           |
| IGN Best of 2007 Awards                       | Best Graphics Technology                              |           |
| IGN Best of 2007 Awards                       | Best Graphics Technology (Readers Choice Award)       |           |
| IGN Best of 2007 Awards                       | Best Artistic Design                                  | Nominiert |
| IGN Best of 2007 Awards                       | Best Artistic Design (Readers Choice Award)           |           |
| IGN Best of 2007 Awards                       | Best Original Score                                   |           |
| IGN Best of 2007 Awards                       | Best Original Score (Readers Choice Award)            |           |
| IGN Best of 2007 Awards                       | Best Story                                            |           |
| IGN Best of 2007 Awards                       | Best Story (Readers Choice Award)                     |           |
| IGN Best of 2007 Awards                       | Best Developer (Naughty Dog)                          | Nominiert |
| IGN Best of 2007 Awards                       | Best Overall Action Game                              |           |
| IGN Best of 2007 Awards                       | Best Overall Graphics Technology                      | Nominiert |
| IGN Best of 2007 Awards                       | Best Overall Original Score                           | Nominiert |
| IGN Best of 2007 Awards                       | Best Overall Story                                    | Nominiert |
| Gamers Choice Awards 2010                     | Best Graphics                                         | Nominiert |
| Gamers Choice Awards 2010                     | Best Third-Person Shooter                             | Nominiert |
| Golden Reel Award 2008                        | Best Sound Editing – Computer Entertainment           | Nominiert |

### Verkaufszahlen
Das Spiel verkaufte sich innerhalb der ersten zehn Wochen über eine Million Mal, darunter 550.000 Mal in Europa, 400.000 Mal in Nordamerika und 50.000 Mal in Japan. Im Laufe der Monate haben sich die Verkaufszahlen mehr als verdoppelt.